# Plestiodon dicei
Plestiodon dicei (коротконосий сцинк Дайса) — вид сцинкоподібних ящірок родини сцинкових (Scincidae). Ендемік Мексики. Вид названий на честь американського еколога Лі Реймонда Дайса.

## Поширення і екологія
Коротконосі сцинки Дайса мешкають в горах Східної Сьєрра-Мадре в штатах Коауїла, Нуево-Леон, Сан-Луїс-Потосі і Тамауліпас, а також в ізольованих гірських масивах Сьєрра-де-Сан-Карлос і Сьєрра-де-Тамауліпас в Тамауліпасі. Вони живуть в сосново-дубових лісах.